# Зидаров, Камен
Камен Зидаров (настоящее имя — Тодор Сыбев Манов)) (болг. Камен Зидаров; 16 сентября 1902, Драганово (ныне Великотырновская область Болгарии)—10 декабря 1987, София) — болгарский писатель, поэт, драматург, критик, публицист и переводчик. Народный деятель культуры Болгарии (с 1970). Лауреат Димитровской премии (1950).

## Биография
Родился в бедной крестьянской семье.
Дебютировал в 1918 году. Выступал как прогрессивный критик, публицист, поэт. Член Болгарской коммунистической партии с 1944 года. После 1944 особенно активно работал в драматургии. В своих пьесах Зидаров поднимал важные общественно-политические и моральные проблемы, основываясь на историческом, историко-революционном и современном ему материале.
Занимался переводами. Ему принадлежит инсценировка романа И. С. Тургенева «Накануне».
Пьесы Камена Зидарова ставились на сценах театров СССР, в частности, МХАТа, МХАТ им. М. Горького и других.

## Избранные произведения
- сборники стихов
  - «Тишина»(1936);
  - «Антенна» (1938);
  - «Сентябрьские песни» (1945) и др.
- пьесы
  - «Царская милость» (1949);
  - «Напряженные годы» (1955);
  - «За честь погона» (1957),
  - трилогия «Иван Шишман» (1959), «Калоян» (1969), «Боян-чародей» (1972);
  - «Бессмертная песня» (1959);
  - «Облава» (1960);
  - «Любовь Адриана Орлова» (1969);
  - «Встреча в Рима»;
  - «Диана и герой»;
  - «Блокада» и др.

## Награды
- Димитровская премия (1950)
- Орден Народной Республики Болгария
  - III степени (1959)
  - I степени (1962)
- Народный деятель культуры НРБ (1970)
- Орден Георгия Димитрова (1972)
- Герой Социалистического Труда Болгарии (указ № 1890 от 31 августа 1974)
- Герой Народной Республики Болгария (1982) — по случаю 80-летия